# Stari Perkovci
Stari Perkovci su naseljeno mjesto u Republici Hrvatskoj u sastavu općine Vrpolje u Brodsko-posavskoj županiji.

## Zemljopis
Stari Perkovci se nalaze oko 5 km zapadno od općinskog središta Vrpolja, susjedna naselja su Novi Perkovci na sjeveru, Čajkovci na jugu te Novo Topolje na zapadu.

## Stanovništvo
Prema popisu stanovništva iz 2011. godine Stari Perkovci su imali 1123 stanovnika. 
| broj stanovnika | 917   | 969   | 891   | 994   | 1020  | 1075  | 975   | 1066  | 1167  | 1275  | 1320  | 1287  | 1270  | 1157  | 1178  | 1123  | 928   |
|                 | 1857. | 1869. | 1880. | 1890. | 1900. | 1910. | 1921. | 1931. | 1948. | 1953. | 1961. | 1971. | 1981. | 1991. | 2001. | 2011. | 2021. |

## Sport
- NK Slavonac Stari Perkovci